# Турсунов, Насибджан
Насибджан Турсунов — советский хозяйственный, государственный и политический деятель.

## Биография
Родился в 1932 году в Ферганской области. Член КПСС.
С 1948 года — на хозяйственной, общественной и политической работе. В 1948—1986 гг. — организатор сельскохозяйственного производства в Ферганской области, первый секретарь Московского райкома КП Узбекистана, председатель Ферганского областного управления «Узбексельхотехники», первый секретарь Московского райкома КП Узбекистана.
Депутат Верховного Совета Узбекской ССР 11-го созыва.
Жил в Узбекистане.

## Награды и звания
- орден Ленина (06.06.1984)
- орден Октябрьской Революции (20.02.1978)
- орден Трудового Красного Знамени (27.08.1971[5])
- орден «Знак Почёта» (08.12.1973[6])